# Italiens Grand Prix 1983
Italiens Grand Prix 1983 var det trettonde av 15 lopp ingående i formel 1-VM 1983.  

## Resultat
1. Nelson Piquet, Brabham-BMW, 9 poäng
2. René Arnoux, Ferrari, 6
3. Eddie Cheever, Renault, 4
4. Patrick Tambay, Ferrari, 3
5. Elio de Angelis, Lotus-Renault, 2
6. Derek Warwick, Toleman-Hart, 1
7. Bruno Giacomelli, Toleman-Hart
8. Nigel Mansell, Lotus-Renault
9. Jean-Pierre Jarier, Ligier-Ford
10. Marc Surer, Arrows-Ford
11. Keke Rosberg, Williams-Ford
12. Johnny Cecotto, Theodore-Ford
13. Roberto Guerrero, Theodore-Ford

### Förare som bröt loppet
- Corrado Fabi, Osella-Alfa Romeo (varv 45, motor)
- Danny Sullivan, Tyrrell-Ford (44, bränslesystem)
- Thierry Boutsen, Arrows-Ford (41, motor)
- Manfred Winkelhock, ATS-BMW (35, avgassystem)
- Michele Alboreto, Tyrrell-Ford (28, koppling)
- Alain Prost, Renault (26, turbo)
- Niki Lauda, McLaren-TAG (24, elsystem)
- John Watson, McLaren-TAG (13, elsystem)
- Piercarlo Ghinzani, Osella-Alfa Romeo (10, växellåda)
- Mauro Baldi, Alfa Romeo (4, turbo)
- Stefan "Lill-Lövis" Johansson, Spirit-Honda (4, fördelare)
- Riccardo Patrese, Brabham-BMW (2, motor)
- Andrea de Cesaris, Alfa Romeo (2, kollision)

### Förare som ej kvalificerade sig
- Raul Boesel, Ligier-Ford
- Jacques Laffite, Williams-Ford
- Kenny Acheson, RAM-Ford